# UFC 127
UFC 127: Penn vs. Fitch  var en mixed martial arts-gala arrangerad av Ultimate Fighting Championship (UFC) i Sydney i Australien den 27 februari 2011.

## Bakgrund
UFC 127 var organisationens andra gala i Australien. Biljetterna sålde slut på 30 min vilket var rekord (tillsammans med UFC 115) för ett UFC-evenemang.
Drygt två veckor innan galan meddelade Carlos Condit att han tvingades lämna återbud till sin match mot Chris Lytle på grund av skada, han ersattes av Brian Ebersole. Galans huvudmatch var mellan B.J. Penn, före detta mästare i både lättvikt och weltervikt, och Jon Fitch. Det var Penns andra match i weltervikt (inkluderat mötet med Matt Hughes på UFC 123) sedan han förlorade lättviktsbältet till Frankie Edgar på UFC 112 i april 2010. Dessförinnan var hans senaste welterviktsmatch i september 2006. 
UFC valde att streama två av matcherna på underkortet (Zhang Tie Quan mot Jason Reinhardt och Anthony Perosh mot Tom Blackledge) live på Facebook. För att kunna livesända galan på pay-per-view på lördagskvällen i USA gjorde tidsskillnaden på 16 timmar att matcherna gick på söndag eftermiddag lokal tid i Sydney.

## Resultat

### Underkort
|  | Maciej Jewtuszko      | Lättvikt                   | Curt Warburton |  |
|  | (28-29, 28-29, 28-29) | Segrare: enhälligt domslut |                |  |

|                                        | Mark Hunt | Tungvikt | Chris Tuchscherer |  |
| Segrare: KO (slag) efter 1:41 i rond 2 |           |          |                   |  |

|                                                    | Zhang Tie Quan | Fjädervikt | Jason Reinhardt |  |
| Segrare: submission (giljotin) efter 0:48 i rond 1 |                |            |                 |  |

|                                                            | Anthony Perosh | Lättvikt | Tom Blackledge |  |
| Segrare: submission (rear-naked choke) efter 2:45 i rond 1 |                |          |                |  |

|                            | Nick Ring             | Mellanvikt | Riki Fukuda |  |
| Segrare: enhälligt domslut | (29–28, 29–28, 29–28) |            |             |  |

|  | James Te-Huna | Lätt tungvikt                                              | Alexander Gustafsson |  |
|  |               | Segrare: submission (rear-naked choke) efter 4:27 i rond 1 |                      |  |

|                            | Ross Pearson          | Lättvikt | Spencer Fisher |  |
| Segrare: enhälligt domslut | (30–27, 29–28, 29–28) |          |                |  |

### Huvudkort
|                                                            | Kyle Noke | Mellanvikt | Chris Camozzi |  |
| Segrare: submission (rear-naked choke) efter 1:35 i rond 1 |           |            |               |  |

|  | Chris Lytle           | Weltervikt                 | Brian Ebersole |  |
|  | (27-30, 28-29, 28-29) | Segrare: enhälligt domslut |                |  |

|  | George Sotiropoulos   | Lättvikt                   | Dennis Siver |  |
|  | (28-29, 28-30, 27-30) | Segrare: enhälligt domslut |              |  |

|                                         | Michael Bisping | Mellanvikt | Jorge Rivera |  |
| Segrare: TKO (slag) efter 1:54 i rond 2 |                 |            |              |  |

|                            | B.J. Penn             | Weltervikt | Jon Fitch |  |
| Oavgjort: majoritetsbeslut | (28-29, 28-28, 28-28) |            |           |  |

## Bonusar
En bonus på $75 000 delas ut till Kvällens match, Kvällens knockout samt Kvällens submission.
- Kvällens match: Brian Ebersole mot Chris Lytle
- Kvällens knockout: Mark Hunt
- Kvällens submission: Kyle Noke

### Webbkällor
- ”UFC 127 Results & Live Play-by-Play”. sherdog.com. http://www.sherdog.com/news/news/UFC-127-Results-amp-Live-Play-by-Play-30295. Läst 18 mars 2011.

### Fotnoter
1. 1 2  ”UFC 127 sets Australian attendance record; Zelaznik says stadium show possible”. mmajunkie.com. Arkiverad från originalet den 30 juni 2012. https://archive.is/20120630015353/http://mmajunkie.com/news/22629/ufc-127-sets-australian-attendance-record-zelaznik-says-stadium-show-possible.mma. Läst 18 mars 2011.
2. ↑  ”The lay of the land for UFC in Q1 2011”. fightopinion.com. http://www.fightopinion.com/2011/03/04/ufc-q1-2011/. Läst 18 mars 2011.
3. ↑  ”"UFC 127: Penn vs. Fitch" in Australia equals fastest sellout in UFC history”. mmajunkie.com. Arkiverad från originalet den 25 maj 2012. https://archive.is/20120525143114/http://mmajunkie.com/news/21812/ufc-127-penn-vs-fitch-in-australia-equals-fastest-sellout-in-ufc-history.mma. Läst 18 mars 2011.
4. ↑  ”Carlos Condit forced to withdraw from UFC 127 with knee injury”. mmajunkie.com. Arkiverad från originalet den 25 maj 2012. https://archive.is/20120525143116/http://mmajunkie.com/news/22407/carlos-condit-forced-to-withdraw-from-ufc-127-with-knee-injury.mma. Läst 18 mars 2011.
5. 1 2  ”UFC 127 Prelims to Air on Ion, Stream on Facebook”. sherdog.com. http://www.sherdog.com/news/news/UFC-127-Prelims-to-Air-on-Ion-Stream-on-Facebook-30351. Läst 18 mars 2011.
6. ↑  ”UFC 127 bonuses: Hunt, Noke, Lytle and Ebersole earn $75,000 awards”. mmajunkie.com. Arkiverad från originalet den 25 maj 2012. https://archive.is/20120525143115/http://mmajunkie.com/news/22626/ufc-127-bonuses-hunt-noke-lytle-and-ebersole-earn-75000-awards.mma. Läst 18 mars 2011.